# Farruchi Sistani
Abu l-Hasan Ali ibn Dschulugh Farruchi Sistani (persisch ابو الحسن على بن جولوغ فرخى سيستانى, DMG Abū l-Ḥasan ʿAlī b. Ǧūlūġ Farruḫī Sīstānī; † um 1037/38) war ein persischer Lyriker. Er verfasste in erster Linie Ghaselen und Panegyriken (Lobreden).

## Leben
Farruchi, dessen Vater ein Mamluk des Saffariden Ahmad war, fand öffentliche Anerkennung, nachdem er seine Heimatprovinz Sistan verlassen hatte, um sich auf die Suche nach einem Mäzen zu begeben, den er schließlich, etwa 1016, in Fachr ad-Daula Abu l-Muzaffar Ahmad ibn Muhammad, dem Emir von Tschaghaniyan, fand. Wenig später (noch vor 1017) machte er sich auf zum Hofe der Ghaznawiden, wo er (wie Unsuri) offizieller Lobdichter der Sultane Mahmud und Masud wurde.
Farruchi Sistani ist vor allem für die Einfachheit seiner Sprache und den Scharfsinn seiner Gedanken bekannt. Grundthemen seiner Ghasele sind Liebe und Lebensfreude, die er in subtiler Form behandelt. Sowohl Dichter als auch Wissenschaftler aller Zeiten schätzten die Eleganz und Frische seines Stils. Er hinterließ einen Divan mit 9000 Versen; zu seinen Gedichten gehören:
- Der Frieden
- Jene Nacht
- Herbst